# Parc Nacional de Biscayne

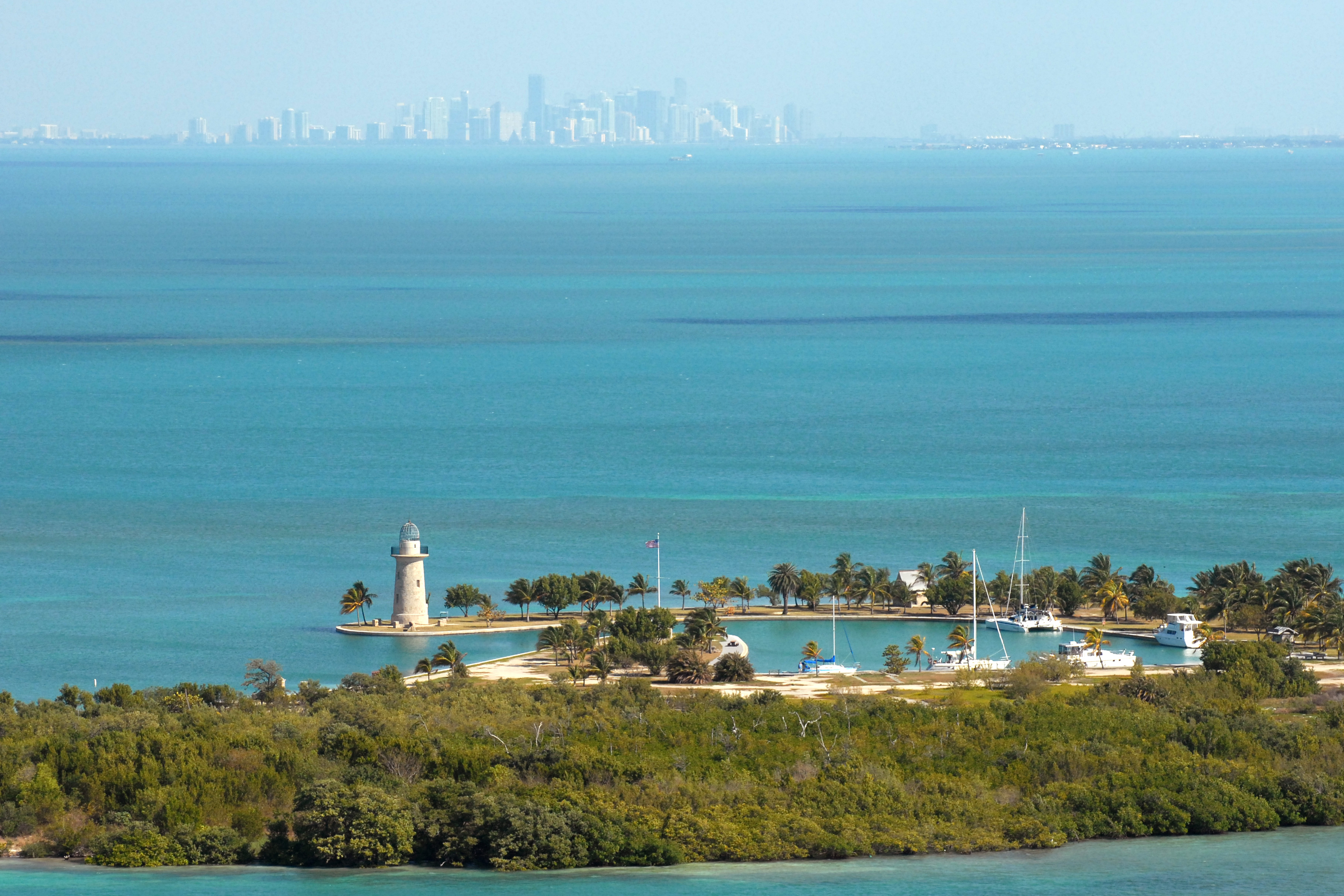
El far de Boca Chita, amb la ciutat de Miami al fons

El Parc Nacional de Biscayne (Biscayne National Park) és un parc nacional dels Estats Units localitzat al sud de Florida, entre les ciutats de Miami i Key Largo (originalment Cayo Largo o Cai Llarg). El parc va ser creat el 28 de juny de 1980 per preservar la badia Biscaïna o Biscayne Bay, una de les zones de busseig més importants dels Estats Units. El 95 per cent del parc és aigua. Les àrees costaneres estan cobertes de manglars.
Els pobladors de la cultura Glades van habitar la regió de la badia de Biscayne ja fa 10.000 anys abans que l'augment del nivell del mar omplís la badia. Els tequesta ha havien ocupat les illes i la costa des d'uns 4.000 anys aC fins al segle XVI, quan els espanyols van prendre possessió de Florida. Els esculls van fer embarrancar vaixells des de l'època espanyola fins al segle xx, amb més de 40 naufragis documentats dins dels límits del parc. Si bé les illes del parc es van cultivar durant els segles XIX i principis del XX, el seu sòl rocós i els huracans periòdics van fer que l'agricultura fos difícil de mantenir.

## Creació del Parc
Les primeres propostes per a la protecció de la badia de Biscayne formaven part de les propostes de l'advocat del parc nacional dels Everglades Ernest F. Coe, els límits del parc dels Everglades proposats incloïen la badia de Biscayne, les seves claus, el país interior, inclòs el que ara són Homestead i Florida City, i Key Largo. Biscayne Bay, i les extensions interiors contigües van ser tallades del Parc Nacional dels Everglades abans de la seva creació el 1947. Quan van sorgir propostes per desenvolupar Elliott Key l'any 1960, Lloyd Miller va demanar al secretari d'Interior Stewart Udall que enviés un equip de reconeixement del Servei de Parcs per revisar l'àrea de la badia de Biscayne per incloure-la al sistema de parcs nacionals. Es va produir un informe favorable, i amb l'ajuda financera d'Herbert Hoover, Jr., es va sol·licitar suport polític, sobretot del congressista Fascell.